# Роберт Річард
Роберт Ендрю Річард (англ. Robert Andrew Ri'chard; нар. 7 січня 1983) — американський актор телебачення та кіно, відомий своїми ролями Арназа Балларда в ситкомі UPN «Один на один» та Боббі Вокера в ситкомі Nickelodeon «Кузен Скітер».

## Біографія
Роберт Річард народився в Лос-Анджелесі, штат Каліфорнія в сім'ї креолів з Луїзіани.
Він знявся у ситкомі Nickelodeon «Кузен Скітер». Він виконав роль Самуеля у фільмі Дотик ангела, підлітка, чий брат перебуває у в'язниці за вбивство чоловіка. Крім того, він знімався у таких фільмах, як Тренер Картер та Будинок воскових фігур.

## Фільмографія
- У взутті батька (1997) — Клей Кросбі
- Наш друг, Мартін (1999) — Майлз Вудман
- Запалюйте (1999) — Захаріас Мелоун
- Alley Cats Strike (2000) — Тодд МакЛемор
- Свято всіх святих (2001) — Марсель
- Хто твої предки? (2003) — Мерфі
- PNOK (2005) — Рядовий
- Будинок воскових фігур (2005) — Блейк
- Тренер Картер (2005) — Демієн Картер
- Повернення (2007) — ACL Tare
- Луї (2010) — Бакет
- 5th & Alameda (2011) — Трой
- Прекрасна душа (2012) — Кріст Скотт
- Шоколадне місто (2015)
- The Man in 3B (2015) — Бенні
- Реабілітація поганого тата (2016)
- Шоколадне місто: Вегас-Стріп (2017)
- Бродяги (2017) — Скітер Джонсон
- Кучерявий (2018) — Даррін Бернард
- Свято повернення (2018) — Аарон Такер
- Bolden (2019) — Джордж Баке
- Наодинці (2020) — Брендон

### Озвучування
- Наш друг, Мартін (1999) — Майлз

### Продюсер
- Отто (2001)

### Телебачення
- Де я живу (1993) — Браян
- Чотири точки (1996) — Люк Вільямс
- Містер Купер (1996) — Гері
- Детектив Неш Бріджес (1996) — Лео Морріс
- Обіцяна земля (1997) — Генк
- Кризовий центр (1997) — Двейн
- Шоу Джеймі Фокса (1998) — Брюс
- Раз і знову (2000) — Джаред
- «Бостон Паблік» (2001) — студент
- Кузен Скітер (1998—2001) — Боббі Вокер
- Дотик ангела (1996, 2001) — Алекс Вілсон, Семюель Діксон
- Моя дружина та діти (2001) — Томмі Джефферсон
- C.S.I.: Місце злочину Маямі (2005) — Тобі Голлінз
- Один на один (2001—2006) — Арназ Баллард
- Вероніка Марс (2006—2007) — Мейсон
- NCIS: Полювання на вбивць (2009) — моряк Річард Целл
- Зустрічайте Браунів (2009—2011) — Дерек Портер
- Щоденники вампіра (2012) — Джеймі
- King Bachelor's Pad (2012) — Говард
- Список клієнтів (2012) — Алекс
- Місце злочину: Нью-Йорк (2013) — Рей Гріффін
- Люцифер (2016) — Джош Браянт
- Я — зомбі (2017) — Фінн Вінсібл
- Сімейний час (2018) — Бенджамін
- Багаті та нещадні (2017 — сьогодні)
- Імперія (2020) — Джуліан